# Rosalia (Schiff)
Die Rosalia war eine Eisenbahnfähre der zur italienischen Ferrovie dello Stato Italiane gehörenden Reederei Bluvia, die 1973 in Dienst gestellt wurde. Das Schiff blieb bis Januar 2011 auf der Strecke von Villa San Giovanni nach Messina im Einsatz und wurde 2012 im türkischen Aliağa abgewrackt.

## Geschichte
Die Rosalia entstand unter der Baunummer 274 bei Cantieri Navali del Tirreno e Riuniti in Ancona und wurde am 14. Oktober 1972 vom Stapel gelassen. Nach der Ablieferung an die Ferrovie dello Stato Italiane nahm das Schiff im Dezember 1973 den Liniendienst von Villa San Giovanni nach Messina auf. Seit 2012 wurde die Rosalia von der staatlichen Reederei Bluvia betrieben.
Das Schiff blieb gut 37 Jahre lang für die Ferrovie dello Stato Italiane im Dienst, ehe es im Januar 2011 ausgemustert und nach über einjähriger Liegezeit im Mai 2012 zum Abbruch in die Türkei verkauft wurde. Am 22. Mai 2012 traf die Rosalia unter dem verkürzten Überführungsnamen Lia in der Abwrackwerft von Aliağa ein.
Die Rosalia besaß zwei baugleiche Schwesterschiffe: Die 1969 in Dienst gestellte Iginia blieb bis zu ihrem Abbruch im Jahr 2015 in Fahrt, die 1970 in Dienst gestellte Sibari ging bereits im Jahr 2009 zum Abbruch.